# 罗亚 (犹他州)
罗亚（英語：Loa）是美国犹他州韋恩郡下属的一座城市。建市于 1878年，面积大约为0.9平方英里（2.3平方公里），海拔约为7,064英尺（2,153米）。根据2010年美国人口普查，该市有人口572人。